# حامول هندي
حامول هندي (الاسم العلمي:Cuscuta indica) هو نوع من النباتات يتبع جنس الحامول من الفصيلة المحمودية.